# Crocodilium
Crocodilium è un genere di piante angiosperme dicotiledoni della famiglia delle Asteraceae. Crocodilium è anche l'unico genere del gruppo tassonomico informale Crocodilium Group. Il nome del genere a volte compare nella scrittura Crocodylium.

## Descrizione
Le specie di questo genere sono piante erbacee annuali o perenni.
Le foglie lungo il caule sono disposte in modo alterno, hanno una lamina pennatosetta uncinata; spesso hanno una consistenza carnosa e una superficie ghiandolosa.
Le infiorescenze si compongono di capolini eterogami terminale e solitari.  I capolini sono formati da un involucro a forma da ovale composto da brattee (o squame) all'interno del quale un ricettacolo fa da base ai fiori tutti tubulosi. Le brattee dell'involucro, disposte su più serie in modo embricato, sono di vario tipo e sono provviste di larghe appendici scariose, intere o denato-fimbiate, a volte spinose. Il ricettacolo normalmente è sericeo.
I fiori sono tutti del tipo tubuloso. I fiori sono tetra-ciclici (ossia sono presenti 4 verticilli: calice – corolla – androceo – gineceo) e pentameri (ogni verticillo ha 5 elementi). I fiori in genere sono ermafroditi e actinomorfi. Se i capolini sono eterogami allora sono presenti dei fiori tubolosi periferici larghi, radiati (zigomorfi) e sterili. Tutti i fiori sono ghiandolosi, specialmente nella zona del tubo.
- Formula fiorale: */x K {\displaystyle \infty }, [C (5), A (5)], G 2 (infero), achenio[7]
- Calice: i sepali del calice sono ridotti ad una coroncina di squame.
- Corolla: la corolla in genere è colorata di blu o violetto, raramente giallo o altri colori.
- Androceo: gli stami sono 5 con filamenti liberi, glabri e papillosi, mentre le antere sono saldate in un manicotto (o tubo) circondante lo stilo.[8]
- Gineceo: lo stilo è filiforme; gli stigmi dello stilo sono due divergenti. L'ovario è infero uniloculare formato da 2 carpelli.

Il frutto è un achenio con pappo. Gli acheni, con forme oblungo-obconiche e lateralmente compressi, sono densamente sericei con piccole areole laterali. Il pericarpo dell'achenio è sclerificato; alla sommità l'achenio è provvisto di una piastra dritta. Il pappo (deciduo o persistente) è inserito in un anello parenchimatico sulla piastra apicale e in genere è formato da due anelli di setole: quello esterno ha le setole pennate e lunghe; quello interno sono più corte con setole lacerate all'apice.

## Biologia
- Impollinazione: l'impollinazione avviene tramite insetti (impollinazione entomogama).
- Riproduzione: la fecondazione avviene fondamentalmente tramite l'impollinazione dei fiori (vedi sopra).
- Dispersione: i semi cadendo a terra (dopo essere stati trasportati per alcuni metri dal vento per merito del pappo – disseminazione anemocora) sono successivamente dispersi soprattutto da insetti tipo formiche (disseminazione mirmecoria).

## Distribuzione
Le specie di questo genere si trovano nel Mediterraneo orientale.

## Tassonomia
La famiglia di appartenenza di questa voce (Asteraceae o Compositae, nomen conservandum) probabilmente originaria del Sud America, è la più numerosa del mondo vegetale, comprende oltre 23.000 specie distribuite su 1.535 generi, oppure 22.750 specie e 1.530 generi secondo altre fonti (una delle checklist più aggiornata elenca fino a 1.679 generi). La famiglia attualmente (2021) è divisa in 16 sottofamiglie.
La tribù Cardueae (della sottofamiglia Carduoideae) a sua volta è suddivisa in 12 sottotribù (la sottotribù Centaureinae è una di queste).

### Filogenesi
La classificazione della sottotribù rimane ancora problematica e piena di incertezze. Il genere di questa voce è inserito nel gruppo tassonomico informale "Crocodilium Group" formato solamente dal genere di questa voce.
Nel genere Crocodilium è incluso il genere Aegialophila Boiss. & Heldr, considerato sinonimo e da alcuni Autori anche una sezione del genere Centaurea (Centaurea sect. Aegialophila). Alcuni studi considerano il genere Crocodilium appartenente al gruppo Carthamus-Carduncellus (vedi cladogramma precedente), ma per il momento questa posizione non è sufficientemente supportata. Per alcuni aspetti (il tipo di polline e la presenza alla periferia del capolino di fiori sterili) Crocodilium potrebbe essere intermedio tra Carduncellus e Centaurea subgen. Acrocentron.
Il numero cromosomico delle specie di questo genere è: 2n = 22.

### Elenco delle specie
Il genere comprende le seguenti 3 specie:
- Crocodilium creticum (Boiss. & Heldr.) N.Garcia & Susanna
- Crocodilium crocodylium  (L.) Hill
- Crocodilium pumilio  (L.) N.Garcia & Susanna

In questo genere andrebbe inserita la specie Centaurea pumilio  L. come Crocodilium pumilio e la specie Centaurea aegialophila Wagenitz come Crocodilium creticum (Boiss. & Heldr.) N.Garcia & Susanna.